# NGC 6091
NGC 6091 este o galaxie eliptică situată în constelația Ursa Mică. A fost descoperită în 8 iulie 1885 de către Edward D. Swift⁠(d).